# Andy Chukwu
Andy Chukwu es un director de cine nigeriano. Inició su carrera como actor y entre las películas en las que participó están Karishika (1996), Witches (1998) e Issakaba (2000). Como director algunos de sus proyectos incluyen Mr. Ibu y 2 Rats. Ha dirigido películas protagonizadas por actores y actrices de la lista A de Nollywood como Osita Iheme, Chinedu Ikedieze, Dakore Egbuson, Patience Ozokwor, Amaechi Muonagor, Julius Agwu, Pete Edochie, Ali Nuhu, Emeka Ike, Gentle Jack, Ronke Ojo y Sandra Achums.
Fue uno de los invitados por el presidente de Nigeria Goodluck Jonathan en 2013 para conmemorar el 20 aniversario del estreno de la primera película local en video casero.

## Carrera
Su carrera de actor comenzó después de aparecer en el clásico de terror de Nollywood Karishika en 1996. Posteriormente protagonizó Issakaba y Witches. Pasó de actuar a finales de la década de 1990 a dirigir películas en la década de 2000. Con más de una docena de proyectos en su haber, entre actuación y dirección, en ocasiones participa en películas que dirige, asumiendo papeles secundarios menores. Es el director de la comedia nigeriana aclamada por la crítica Mr. Ibu, protagonizada por John Okafor.

## Proyectos comunitarios
Chukwu se asoció con los gobiernos de los estados de Ebonyi y Lagos para un crear "Street to Skills", un programa de adquisición de habilidades cuyo objetivo era ayudar a los niños y jóvenes que se dedican a la venta ambulante para perfeccionar habilidades que pudieran utilizar para ganarse la vida.

## Filmografía
| Año  | Película            | Notas                               | Coprotagonistas (personaje) |
| ---- | ------------------- | ----------------------------------- | --- |
| 1996 | Karishika           | Actor                               | Con Becky Ngozi Okorie (Karishika) Bob-Manuel Udokwu (Pastor Everest), Sandra Achums, Amaechi Muonagor |
| 1998 | Witches             | Actor                               | (Rol como Dickson) Con Liz Benson (Princess), Zack Orji (Desmond), Patrick Doyle (Pastor), Obot Etuk (Jagua), Bukky Ajayi (Desmond's Mother), Larry Koldsweat (Babalawo), Tony "One Week" Muonagor (George) |
| 2000 | Issakaba            | Actor                               | Con Zulu Adigwe, Chiwetalu Agu, Sam Dede, Amaechi Muonagor |
| 2001 | Broad day light     | Actor                               | Hanks Anuku, Enebeli Elebuwa, Gentle Jack, Bimbo Manuel |
| 2002 | A cry for help      | Actor, director                     | Amaechi Muonagor, Ngozi Nwosu, Clem Ohameze, Nkiru Sylvanus |
| 2002 | My girl             | Actor                               | Con Chiege Alisigwe, Pete Eneh, Clem Ohameze, Zack Orji, Bob-Manuel Udokwu |
| 2002 | Tears & Sorrow      | Actor                               | Sandra Achums, Chiwetalu Agu, Chiege Alisigwe, Pete Edochie, Emeka Ike, Ramsey Nouah |
| 2003 | 2 Rats              | Actor, director                     | Con Osita Iheme (A-Boy), Chinedu Ikedieze (Bobo), Patience Ozokwor, Amaechi Muonagor |
| 2003 | Dying for love      | Actor, director                     | Con Chiege Alisigwe, Bruno Iwuoha, Ramsey Nouah, Clem Ohameze |
| 2003 | I'm in love         | Director                            | Hanks Anuku, Osita Iheme, Chinedu Ikedieze, Camilla Mberekpe |
| 2003 | Lagos boys          | Director                            | Julius Agwu, Osita Iheme, Chinedu Ikedieze, Ronke Ojo |
| 2003 | Not man enough      | Actor, director                     | Lilian Bach, Emeka Ike, Genevieve Nnaji, Muna Obiekwe |
| 2004 | A million madness   | Actor, director                     | Con Chiege Alisigwe, Charles Awurum, Emeka Enyiocha, Kenneth Okonkwo |
| 2004 | Eyes of love        | Director                            | Ini Edo, Emeka Ike, Tom Njamanze |
| 2004 | Foul play           | Actor, director                     | Con Chioma Chukwuka, Ejike Asiegbu, Sam Dede, Thelma Okoduwa |
| 2004 | Mr Ibu              | Actor, director, screenplay, writer | (Rol como Azuh) Con John Okafor (Ibu), Osita Iheme (Muo) |
| 2004 | Ready to die        | Director                            | Jim Iyke, Lilian Bach |
| 2004 | Schemers: Bad babes | Actor, director                     | Con Bimbo Akintola, Rita Dominic |
| 2004 | The heart of man    | Director                            | Steve Eboh, Pete Edochie |
| 2004 | Two become one      | Director                            | Chioma Chukwuka, Emeka Ike, Patience Ozokwor |
| 2005 | End of money        | Actor, producer, director, writer   | Con Pete Edochie, Ejike Asiegbu, Pete Edochie, Kanayo O. Kanayo, Kenneth Okonkwo, Chiege Alisigwe |
| 2005 | Orange groove       | Director                            | Pat Attah, Rita Dominic, Desmond Elliot, Oge Okoye |
| 2005 | Rip off             | Actor, director                     | Charles Lawson, Genevieve Nnaji, Ramsey Nouah |
| 2005 | Soul on fire        | Actor, director                     | Patience Ozokwor, Sophia Tchidi Chikere, Olu Jacobs |
| 2005 | Woman on top        | Actor, director                     | Con Stephanie Okereke, Saint Obi, Ifeoma Anyiam, Steve Eboh, Uche Elendu |
| 2006 | Consequences        | Actor, director                     | Kate Henshaw-Nuttal, Ramsey Nouah, Oby Okafor |
| 2006 | Corporate runs      | Actor, director                     | Con Monalisa Chinda, Uche Jombo, Zack Orji, Tony Umez |
| 2006 | High stake          | Actor, director                     | Chidi Mokeme, Dakore Egbuson, Ofia Afuluagu Mbaka, Nobert Young |
| 2006 | Men on the run      | Director                            | Klint da Drunk (as himself), Sam Loco Efe, John Okafor, Victor Osuagwu |
| 2006 | My sweet sister     | Actor, director                     | Chigozie Atuanya, Dakore Egbuson, Emeka Ike, Gentle Jack |
| 2006 | She: You must obey  | Director                            | Fred Amata, Ngozi Ezeonu, Kate Henshaw-Nuttal, Ramsey Nouah, Tony Umez |
| 2006 | Silent burner       | Actor, director                     | Ini Edo, Charles Inojie, Uche Jumbo |
| 2006 | The wolves          | Director                            | Ejike Asiegbu, Nonso Diobi, Prince Eke, Desmond Elliot, Charles Inojie |
| 2007 | Next door neighbor  | Actor, director                     | Con Nonso Diobi (Tony), Ebube Nwagbo (Whitney), Monalisa Chinda (Geraldine) |
| 2007 | Powerful civilian   | Actor, director                     | Con Osita Iheme, Chinedu Ikedieze, Sam Loco Efe, Queen Nwokoye, Victor Osuagwu |
| 2007 | Stubborn flies      | Actor, director                     | Con Osita Iheme, Chinedu Ikedieze |
| 2007 | Ultimate warrior    | Director                            | Con Chiwetalu Agu, Chidi Mokeme, Oge Okoye, |
| 2009 | Honest deceiver     | Actor, director                     | (Rol como Oscar) Con Ini Edo (Diana), Justus Esiri (Denis), Ali Nuhu (Damian), Sylvia Oluchy (Lara) |
| 2013 | Double mama         | Director, writer                    | Osita Iheme (Arusi), Chiwetalu Agu (Osimiri), Ify Dollars (Bebiana), Ugo Doris Igwe (Miss Kate), Linda Iheanacho (Cossy)                                                                                    |

## Vida personal
En 2015, su padre falleció. En mayo de 2016, su esposa dio a luz gemelos.